# Stunnel
stunnel est un utilitaire libre fournissant un service de tunnel chiffré TLS/SSL.
Stunnel peut être utilisé pour fournir des connexions sécurisées à des clients ne disposant pas des protocoles TLS/SSL nativement.